# Patrick Khatami
Patrick Khatami (* 1977 in Saarbrücken) ist ein deutscher Schauspieler.

## Leben
Khatami ist persischer Abstammung. Er absolvierte seine Schauspielausbildung an der Hochschule für Musik und Darstellende Kunst in Frankfurt am Main. Außerdem besuchte er verschiedene Seminare und Coachings für Filmarbeiten, u. a. beim Institut für Schauspiel, Film- und Fernsehberufe (ISSF) in Berlin.
Khatami hatte zahlreiche Theaterengagements in den Bereichen Schauspiel und Musiktheater, in seinen Anfängerjahren u. a. am Staatstheater Darmstadt (1999), an der Landesbühne Niedersachsen (2000) und am Stadttheater Heidelberg (2001, als Gymnasiast Otto in Frühlings Erwachen, Regie: Jule Ronstedt).
In der Spielzeit 2001/02 war er am Stadttheater Pforzheim engagiert. Dort spielte er u. a. Harry in My Fair Lady, Cherubim in Der tollste Tag, Stephano in Der Sturm und Luis in Kuss der Spinnenfrau.
Es folgten weitere Bühnenverpflichtungen an den Münchner Kammerspielen (2005) und am Theater Oberhausen. Ab 2006 gastierte er regelmäßig auf Berliner Bühnen, u. a. an der Tribüne (2006), beim Theater unterm Dach (2008), beim Theaterkollektiv Heimathafen Neukölln (2011–2012), bei der Vaganten Bühne (2013, unter der Regie von Stefan Lochau), in den Sophiensælen (2014), im DOCK 11 (2016) und am Theaterdiscounter (2016–2017). Außerdem trat er deutschlandweit mit dem von ihm geführten Performance-Ensemble „HolyTwister“ u. a. als DJ auf.
Im Herbst 2017 gastierte er im Alten Schauspielhaus Stuttgart in der Hauptrolle als pakistanischer Anwalt Amir in einer Inszenierung des Theaterstücks Geächtet (Disgraced) von Ayad Akhtar, wofür er positive Reaktionen in der Presse erhielt. Mit dieser Produktion (Regie: Karin Boyd) war er im Februar/März 2018 auch auf Deutschland-Tournee. Ab 2018 hatte er weitere Engagements auf Bühnen in Berlin und Stuttgart, u. a. wieder beim Theaterdiscounter Berlin, im Heimathafen Neukölln und auch am „Theater Rampe“ in Stuttgart. In der Spielzeit 2021/22 gastierte er am Staatstheater Darmstadt in einer Bühnenfassung von Mithu Sanyals Roman Identitti.
Khatami stand seit 2001 auch für Film, Kino und das Fernsehen vor der Kamera. Unter der Regie von Tini Tüllmann spielte er die Hauptrolle in Taxi, einer Episode des 2001 entstandenen Übungsfilms Freitagnacht (2001), der beim Internationalen Festival der Filmhochschulen München mit Gold ausgezeichnet wurde. In Sebastian Stolz’ Kinofilm Marcel über den Dächern (2015) übernahm er ebenfalls eine der beiden männlichen Hauptrollen. In dem ZDF-Sonntagsfilm Ein Sommer auf Sizilien (Erstausstrahlung: Mai 2016) verkörperte er, an der Seite von Henriette Richter-Röhl, in einer Nebenrolle den italienischen Arzt Dr. Argento.
In der ZDF-Krimiserie Der Kriminalist gehörte er 2009–2010 als Kriminaltechniker Chris zum Ermittlungsteam des kühlen und analytischen Berliner Hauptkommissars Bruno Schumann (Christian Berkel). Er hatte außerdem Episodenrollen in den Fernsehserien Die Pfefferkörner (2009, als Vater Tarik), SOKO Wismar (2017, als Arzt Dr. Hakan Karani, der eine ermordete Burn-Out-Patientin liebte und behandelte) und SOKO Köln (2018, als tatverdächtiger Barkeeper Max Lang). In der 23. Staffel der TV-Serie In aller Freundschaft (2020/21) übernahm Khatami einer der Episodenhauptrollen als Vater eines sechsjährigen, nierentransplantierten Jungen. In der 8. Staffel der TV-Serie WaPo Bodensee (2024) spielte Khatami eine der Episodenhauptrollen als Ehemann einer getöteten Zahnarztin.
Khatami arbeitet auch als Moderator, u. a. beim Filmfestival Max Ophüls Preis. Er lebt in Berlin.

## Filmografie (Auswahl)
- 2001: Freitagnacht (Episode Taxi)
- 2004: Stefanie – Eine Frau startet durch: Unversöhnlich (Fernsehserie, eine Folge)
- 2009: Die Pfefferkörner: Zarina (Fernsehserie, eine Folge)
- 2009–2010: Der Kriminalist (Fernsehserie, Seriennebenrolle)
- 2012: Weil sie es brauchen (Kurzfilm)
- 2015: Marcel über den Dächern (Kinofilm)
- 2016: Tatort: Du gehörst mir (Fernsehreihe)
- 2016: Ein Sommer auf Sizilien (Fernsehfilm)
- 2017: SOKO Wismar: Tödliche Erschöpfung (Fernsehserie, eine Folge)
- 2017: Das schaffen wir schon (Kinofilm)
- 2018: SOKO Köln: Allein unter Männern (Fernsehserie, eine Folge)
- 2018: Endlich Witwer
- 2021: In aller Freundschaft: Konkurrenz (Fernsehserie, eine Folge)
- 2024: WaPo Bodensee: Irrwege (Fernsehserie, eine Folge)
- 2024: Jenseits der Spree: Letzte Rettung (Fernsehserie, eine Folge)
- 2024: Blutige Anfänger: Höhenrausch (Fernsehserie, eine Folge)